# 中釜戸のシダレモミジ

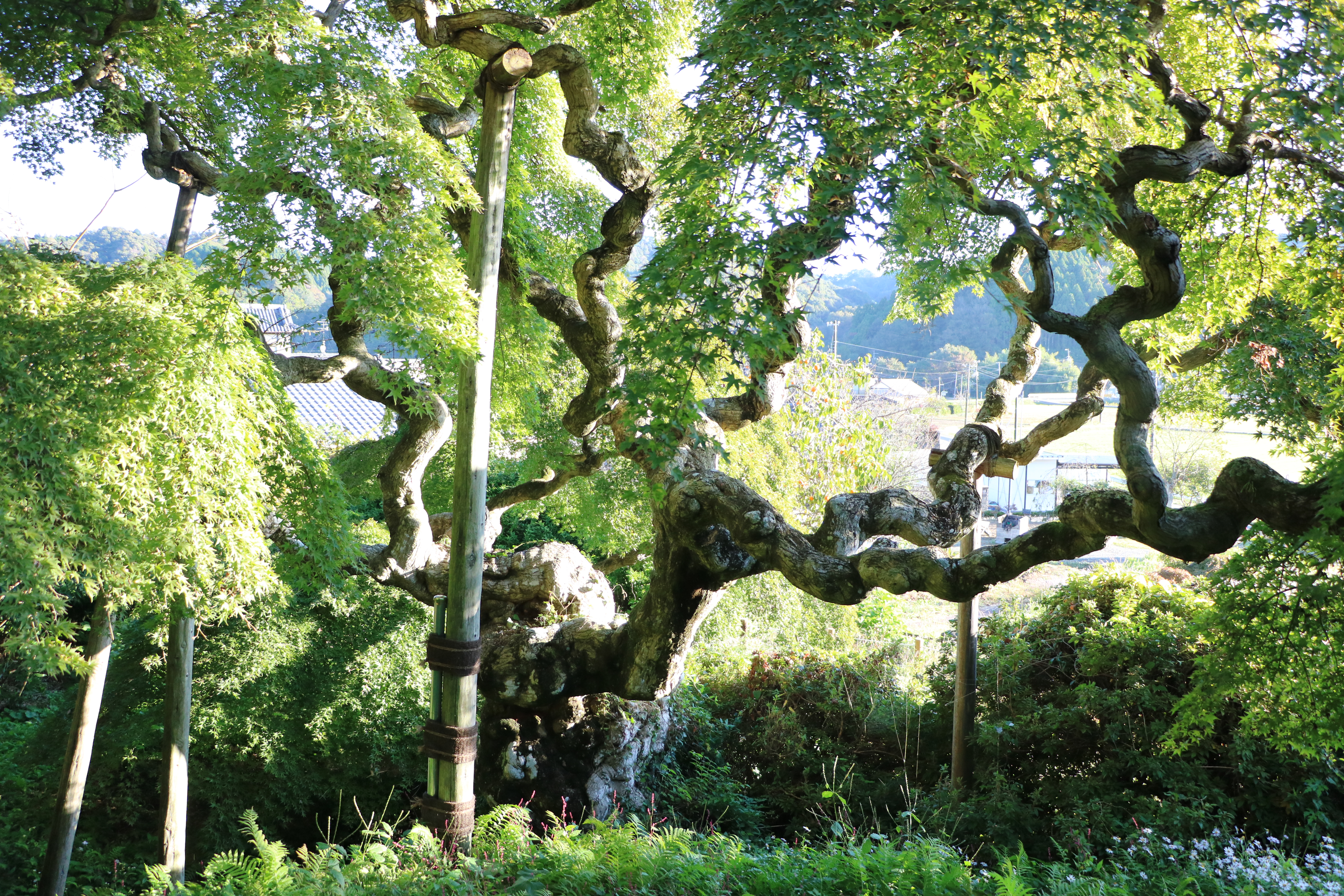
中釜戸のシダレモミジ。2023年10月25日撮影。

中釜戸のシダレモミジ（なかかまどのシダレモミジ）は、福島県いわき市渡辺町中釜戸字表前に生育する、国の天然記念物に指定された、著しい「枝垂れ」と「捩れ」を呈した先天性変異株と考えられる2株のイロハカエデの奇態樹である。
イロハカエデ（別名イロハモミジ、学名：Acer palmatum）は、ムクロジ科カエデ属の落葉高木であり、通常は単にモミジと呼ばれることが多く、春の新緑や秋の紅葉などで日本人に馴染み深い樹種であるが、中釜戸のシダレモミジは一般的に知られるモミジとはかけ離れた奇妙な樹形をしており、植物奇形学上貴重なものであることから、当時の保存要目第一のうち「畸形木」として 、1937年（昭和12年）6月15日に国の天然記念物に指定された。
このイロハカエデが植栽されたものなのか、自生していたものなのかは不明で、正確な樹齢も不詳であるが、枝垂れや捩れの性質は遺伝的に固定されたものではなく突然変異によるものと考えられており、植物形態学、遺伝学的資料としての観点からも貴重なイロハカエデの個体である。カエデ・モミジの類には変種や亜種、さらには栽培品種も数多くあり、文献資料によっては本樹をヤマモミジ（山紅葉）とするものもあるが、樹種はイロハカエデ（別名イロハモミジ）である。

## 解説

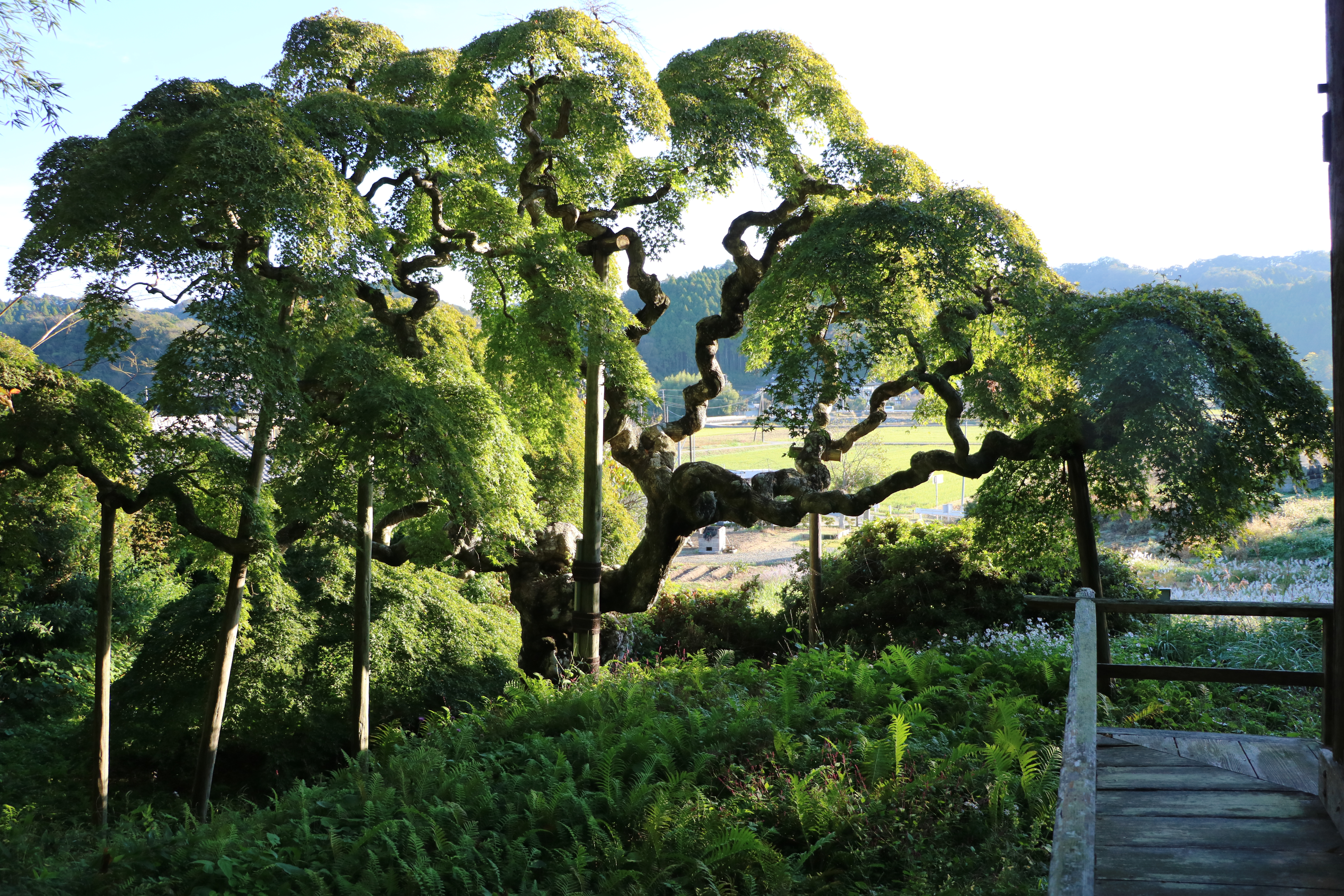
観音堂側から見た中釜戸のシダレモミジ。2023年10月25日撮影。

中釜戸のシダレモミジは、JR常磐線泉駅から西方へ約5キロメートルの中釜戸地区にある観音堂の境内に生育している。所在する中釜戸地区は1954年（昭和29年）まで石城郡渡辺村であったところで、今日のいわき市南部を占める小名浜地区の、西側の田園地帯に位置している。泉駅より福島県道240号釜戸小名浜線を藤原川水系釜戸川沿い上流方向へ進むと、中釜戸のシダレモミジの入口を示す表示があり、県道から西側へ入り釜戸川に架かる小橋を渡った先の、通称観音山と呼ばれる丘陵と水田が接する麓、中釜戸地区の民家に隣接した畑地に観音堂があり、この境内の一角に国の天然記念物に指定された大小2株の中釜戸のシダレモミジが並んで生育している。
2株とも基部から樹幹が捻じ曲がり、幹や枝の各所には多数の瘤（コブ）があり、屈曲した枝先はことごとく枝垂れ、全体的に傘状の奇観を呈している。このうち大きい方の個体は、樹高6.8メートル、胸の高さでの幹周は3.5メートル、根周りは2.75メートルで、小さい方の個体は樹高4メートル、胸の高さでの幹周は80センチメートルと、2個体とも際立った巨樹ではないものの、カエデ属の樹種がこのような樹形をもつことは珍しいという。特に大きい方の個体は枝が大きく捩れながら四方へ広がっており、地上1.5メートルの位置から3方向へ分かれて捩れながら外側へ広がり出ている。根元からの枝張りは東方向へ約6メートル、西方向へ約3.4メートル、南方向へ約5.8メートル、北方向へ約5.2メートルもある。全体的な枝ぶりは約12メートルという大きなもので、これら大中小の枝先がすべて枝垂れている。
この奇妙なシダレモミジは、かつて周囲を竹藪に囲まれていたため外部からは目立たず、昭和初期頃までは近隣の村人だけが知るだけで、当地に住む若松家の人々が数百年もの間、この木の世話をして守り育ててきたという。一般に知られるようになったのは旧鹿島村の村長で福島県文化財調査員であった八代義定が、この地に奇妙なモミジがあることを聞き及んだことが契機である。
国の天然記念物指定に先立つ現地調査は植物学者の三好学により1936年（昭和11年）10月10日に行われた。三好は泉駅より西へ進んで当時の国道6号（陸前浜街道）を横切り里道に入り、釜戸川に架かる土橋を渡り田んぼと竹藪の間の曲がりくねった小道を進んで当地に赴いている。三好は2株の諸元を計測するとともに現状の生育状態の調査を行った。三好によれば調査樹周辺の境内地面には小さな空堀のようなものがあり、周囲は雑草が生い茂り非常に荒廃していたという。また調査の直前には、大きい方の個体の最も太い枝上で、地元の児童らが登り跳ねて遊んだため折損していたという。

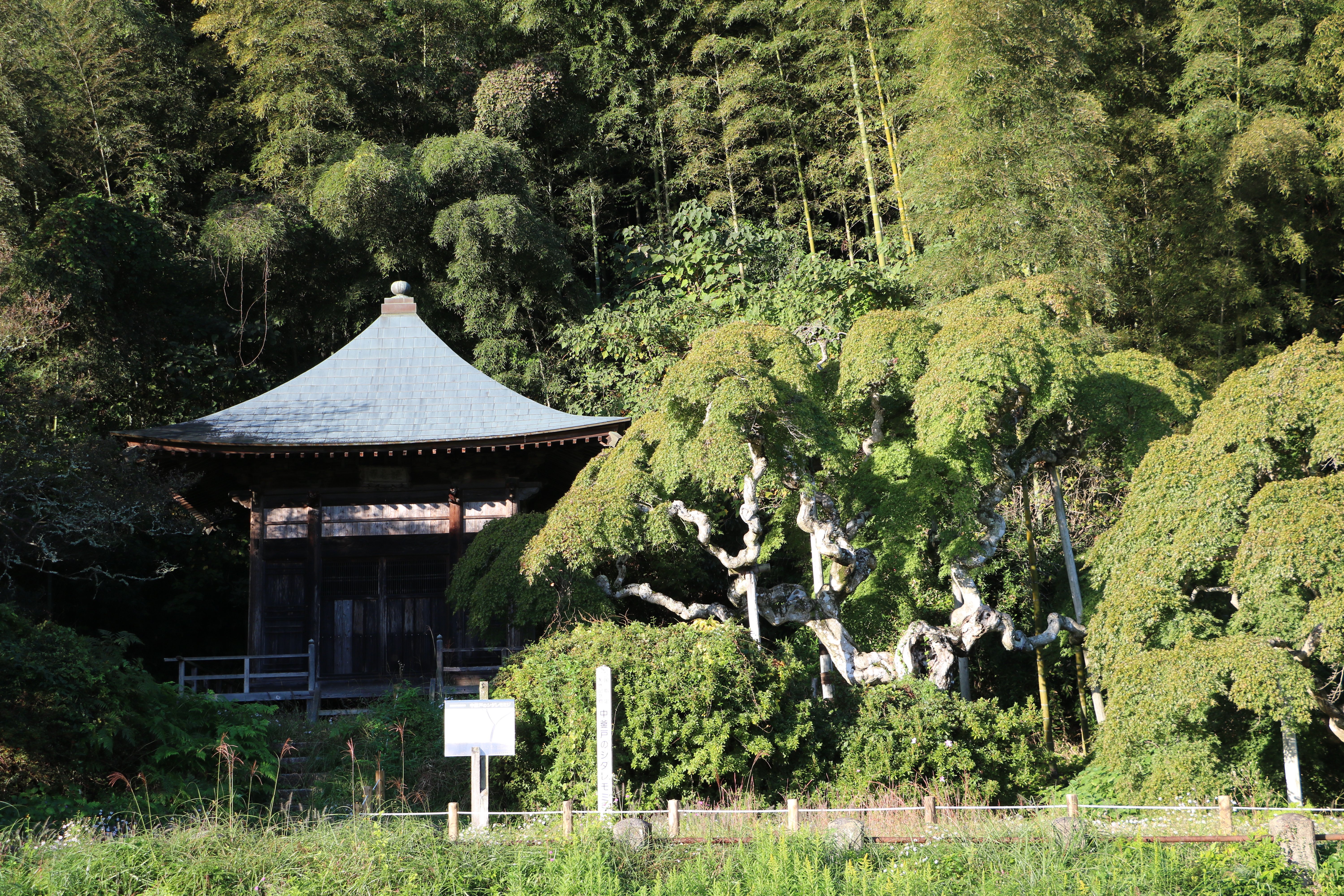
観音堂と中釜戸のシダレモミジ。2023年10月25日撮影。

当地は地元に古くからある観音堂の境内であり、その生育環境から三好は「真の野生と見做し難く」と、古い時代に観音堂に植樹された園芸品種の印象を受けるが、今日に至ってはそれを確認する術がないとしている。いずれにしても著しい枝垂れと捻転は先天性偶発による奇態であり、天然記念物として保存することを要するとし、また折損した傷口の補修にくわえ周囲には柵を設置し、児童らに樹上に登らないよう指導し、大人も含め下垂する枝にも触れないよう注意を要すると報告している。こうして当時の保存要目第一のうち「畸形木」として 、調査翌年の1937年（昭和12年）6月15日に国の天然記念物に指定された。
地元に伝わる話によれば、この観音堂には江戸末期の戊辰戦争で敗れた会津藩藩士が隠れ住んでいたといい、竹藪に囲まれた人目に付かない場所であったこともあり、地元の人でもあまり近づかなかったという。また、観音堂の隣にはかつて廃寺の建物があり、寺子屋として使用された時期もあったといい、それを裏付けるように1950年（昭和25年）頃、観音堂の裏山の通称観音山にスギの植林のため、シダレモミジを囲んでいた竹藪や藪を切り払い下草を刈ったところ、シダレモミジの周囲から古い建造物の跡とみられる磯石が多数見つかったため、福島県教育委員会や地元関係者らによる発掘調査が行われた。その結果、寺院を囲んでいたと推定される縦5間（約9メートル）、横7間（約12.7メートル）の石垣が確認された。
観音堂の内部には村札が納められており、それによればこの寺院は約1.7キロメートルほど北方の上釜戸地区にある清谷寺の末寺で、明治初年まで「灯階山万善寺」と呼ばれていた無住職の寺院であったことが確認された。さらに観音堂には寛文9年（1669年）に再建された記録が残されており、安置された千手観音の台座と光背には享保2年（1717年）修理の記録があることから、万善寺はそれ以前に建立された寺院ということになり、仮にこのシダレモミジが万善寺の庭へ人為的に植樹されたものなら、樹齢は400年から500年を経ていることになる。しかしシダレモミジそのものに関する史料や古書等は確認されていないため、植樹されたものなのか自生のものなのかは不明のままである。
一方で、このシダレモミジから枝分けした個体からは通常のモミジが生じるだけで枝垂れは発生しないという。また自然落下した種子から実生で生育するものは、ほとんどが通常のモミジで枝垂れるのはごく一部だという。これらのことから枝垂れ形質は遺伝的に固定されたものでなく、突然変異によって生じたものと考えられている。

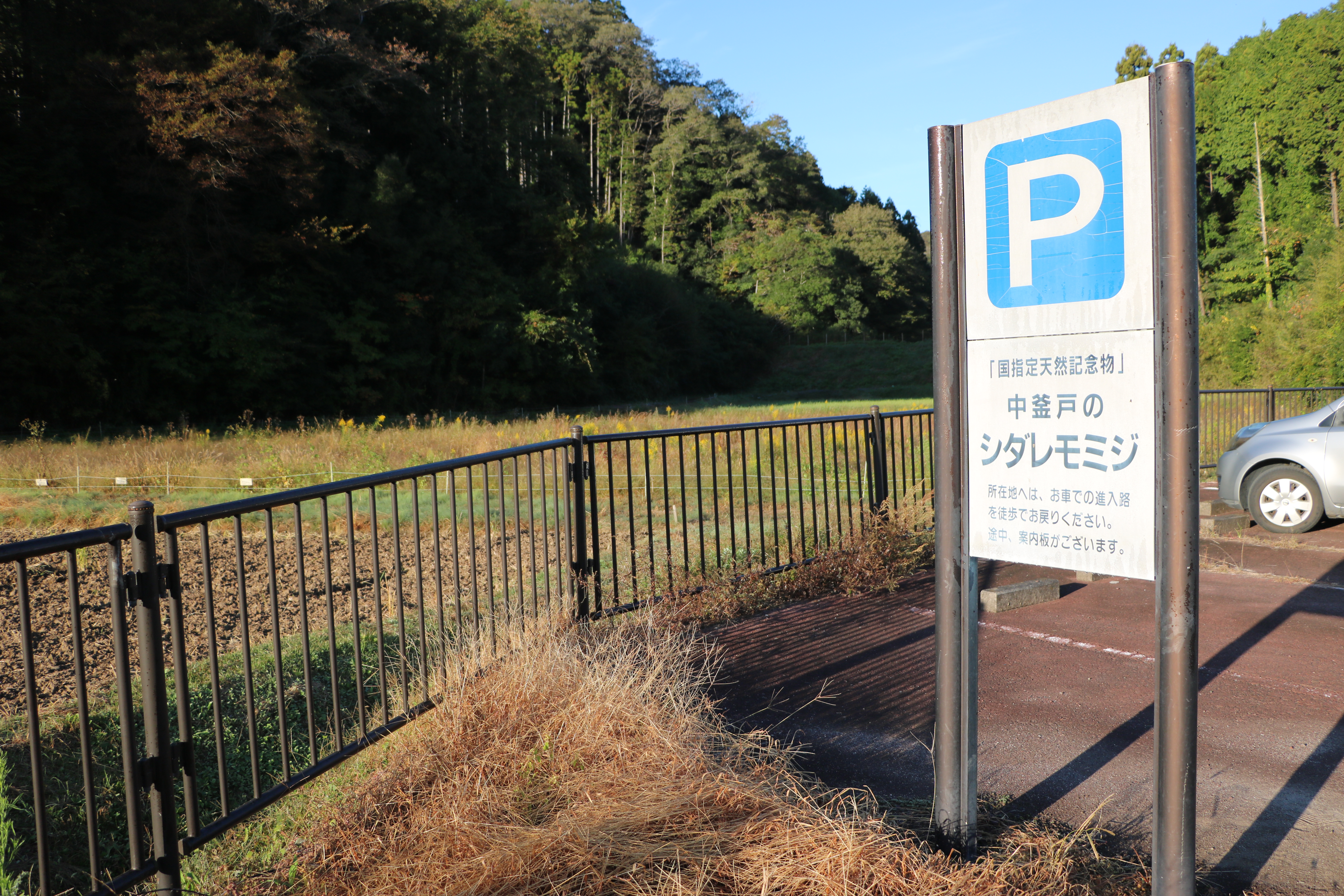
徒歩約10分の場所にある見学者用駐車場。2023年10月25日撮影。
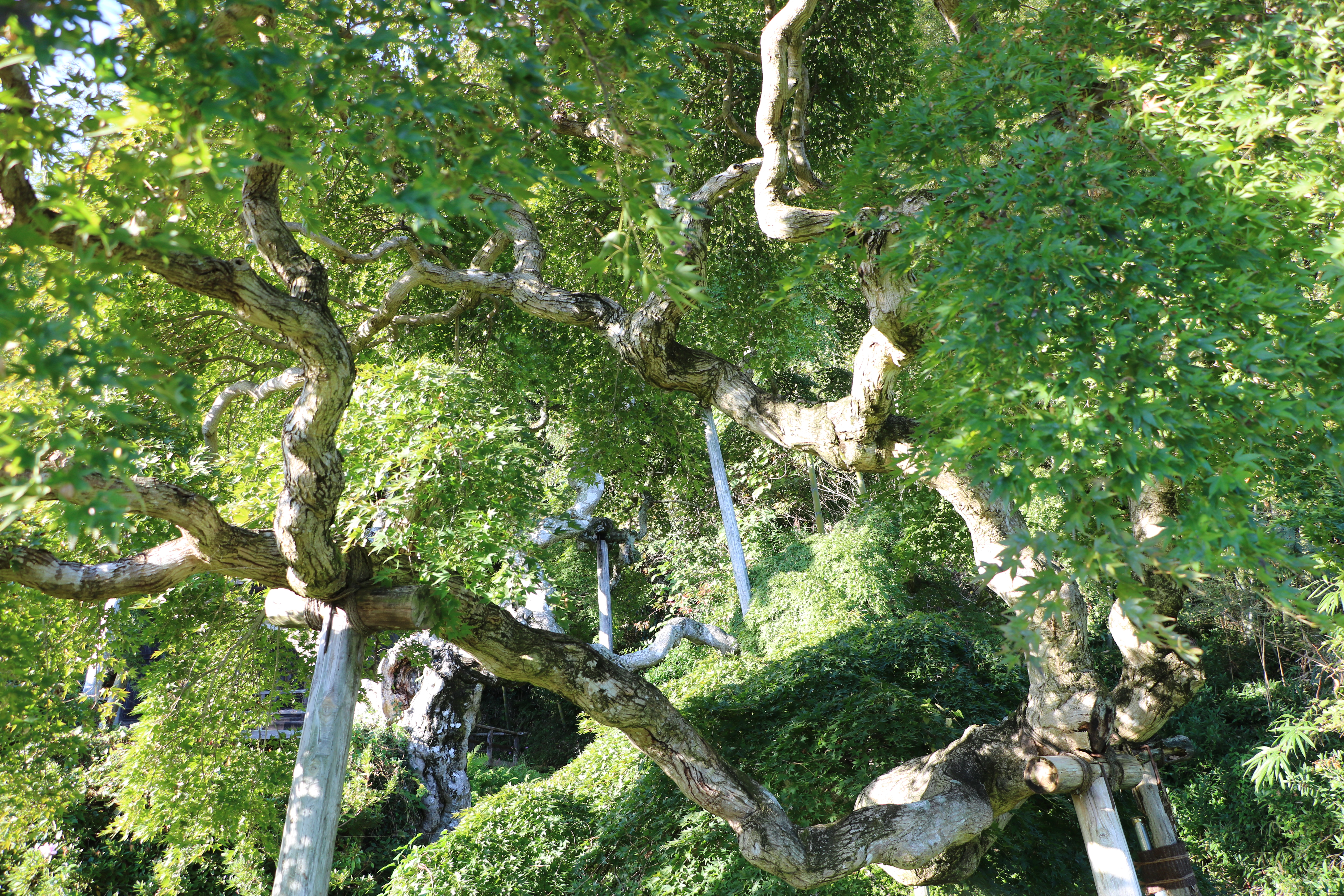
小さい方の個体。2023年10月25日撮影。
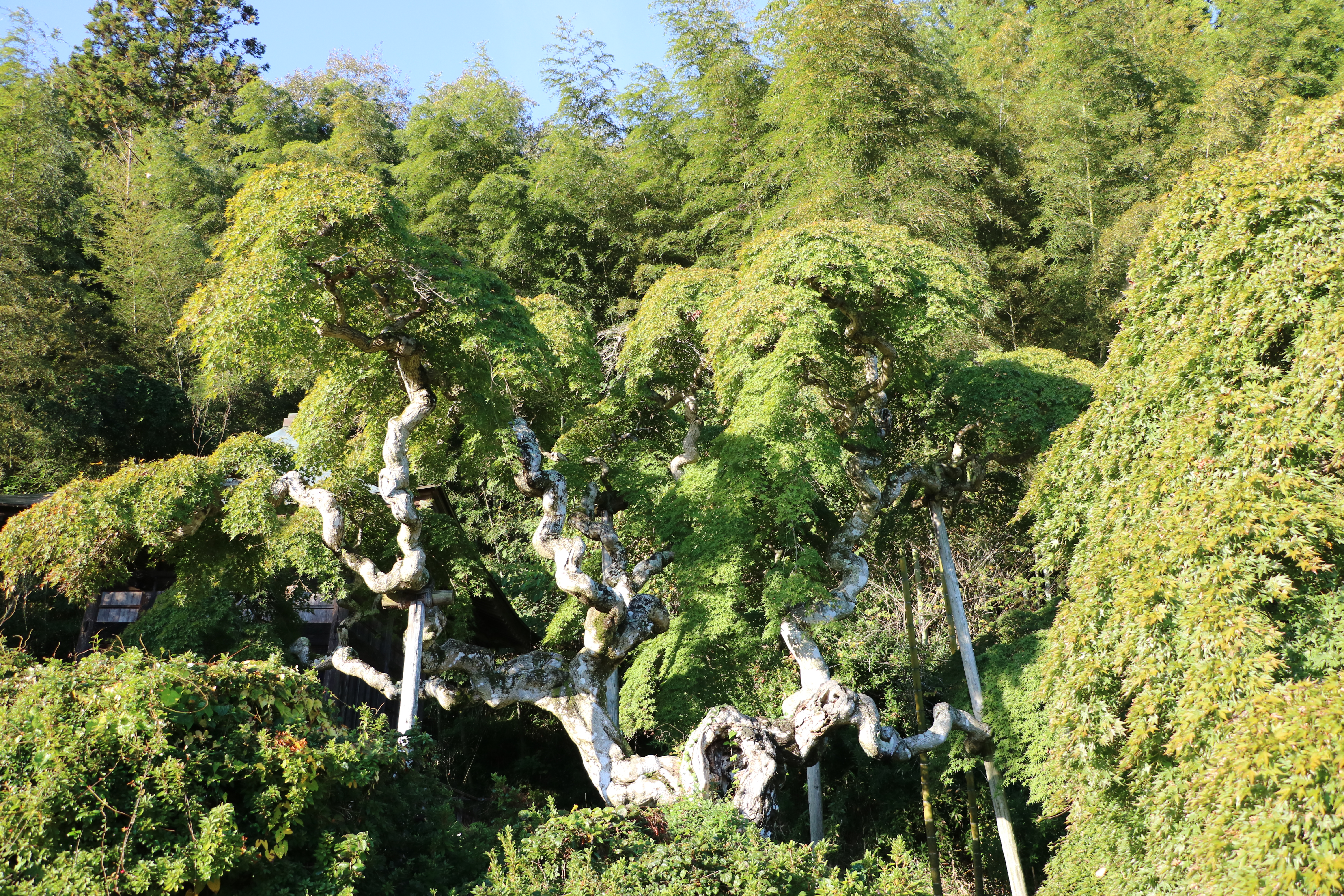
大きい方の個体。2023年10月25日撮影。
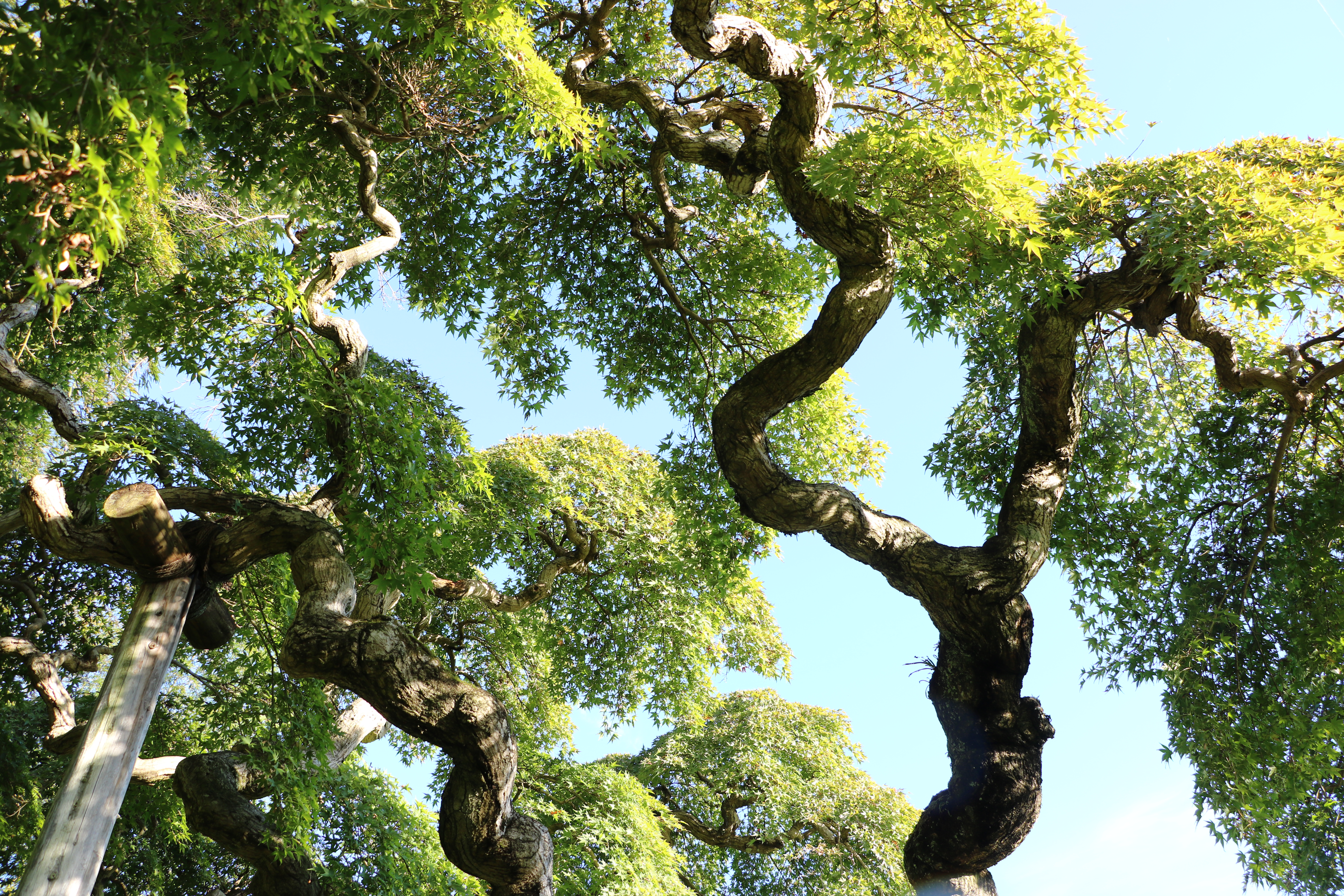
下から見上げた樹冠。2023年10月25日撮影。

## 交通アクセス
所在地
- 福島県いわき市渡辺町中釜戸字表前117-2[† 1]。

交通
- 常磐自動車道いわき湯本インターチェンジより車で約15分[22]。
- JR常磐線泉駅より車で約10分[10][22][11]。
  - 徒歩10分の場所にあるシダレモミジ専用駐車場（駐車台数9台）を利用[23]。